# Состояние моря
Состояние моря (англ. Sea state) используется в океанографии при определении состояния свободной поверхности больших массивов воды: крупных озёр, морей и океанов. Состояние моря характеризуется высотой волн, их периодом и силой. Состояние моря изменяется во времени и может быть оценено как опытным наблюдателем, так и с помощью технических средств: погодных буёв, радиолокационных измерений и дистанционного зондирования со спутников. В случае измерения с помощью буёв статистика определяется для временного интервала, в котором состояние моря можно считать постоянным.

## Девятибалльная шкала волнения моря
Оценка волнения моря производится по 9-балльной шкале, разработанной Всемирной Метеорологической организацией (англ. World Meteorological Organization).
| Волнение в баллах (Grade) | Термин                          | Английский эквивалент (Description) | Высота волны в метрах (Wave height) |
| ------------------------- | ------------------------------- | ----------------------------------- | ----------------------------------- |
| 0                         | Абсолютно спокойное море, гладь | calm-glassy                         | 0                                   |
| 1                         | Спокойное море, рябь            | calm-ripped                         | 0-0,1                               |
| 2                         | Слабое волнение                 | smooth-wavelet                      | 0,1-0,5                             |
| 3                         | Легкое волнение                 | slight                              | 0,5-1,25                            |
| 4                         | Умеренное волнение              | moderate                            | 1,25-2,50                           |
| 5                         | Бурное волнение                 | rough                               | 2,5-4,0                             |
| 6                         | Очень бурное волнение           | very rough                          | 4-6                                 |
| 7                         | Сильное волнение                | high                                | 6-9                                 |
| 8                         | Жестокое волнение               | very high                           | 9-14                                |
| 9                         | Исключительное волнение         | phenomenal                          | >14                                 |